# Carbonilcianuro-p-trifluorometoxifenilhidrazona

esquema del FCCP

El Carbonilcianuro-p-trifluorometoxifenilhidrazona (FCCP) es un ionóforo o portador de iones móvil. Es referido como un agente desacoplante porque interrumpe la síntesis de ATP al transportar iones de hidrógeno a través de la membrana celular antes de que puedan ser usados para proporcionar la energía en la fosforilación oxidativa. Es un nitrilo y una hidrazona. El FCCP fue descrito por primera vez en 1962 por Heytler.